# Pachyplectron neocaledonicum
Pachyplectron neocaledonicum är en orkidéart som beskrevs av Rudolf Schlechter. Pachyplectron neocaledonicum ingår i släktet Pachyplectron och familjen orkidéer. Inga underarter finns listade i Catalogue of Life.